# Massimiliano Pavan
Massimiliano Pavan (Venezia, 30 agosto 1920 – Padova, 17 gennaio 1991) è stato uno storico italiano.

## Biografia
Laureato con Aldo Ferrabino in Storia all'Università di Padova dove seguì anche i corsi di Concetto Marchesi e Manara Valgimigli, fu docente di storia greca e romana nelle Università di Perugia e Roma. Studioso in particolare della romanizzazione della Dalmazia e dell'area danubiana, fu presidente della Società Dalmata di Storia Patria. Per l'Istituto dell'Enciclopedia Italiana ricoprì le cariche di direttore del Dizionario Biografico degli Italiani e, con altri, delle enciclopedie virgiliana e oraziana. Poiché Pavan ebbe tra i suoi interessi di studio anche la figura di Antonio Canova, la sua biblioteca fu donata dagli eredi nel 2009 al Museo dedicato all'artista 

## Opere principali
- La crisi della scuola nel IV secolo d.C., Bari, Laterza, 1952
- La grecità politica da Tucidide ad Aristotele, Roma, L'Erma di Bretschneider, 1958
- La politica gotica di Teodosio nella pubblicistica del suo tempo, Roma, L'Erma di Bretschneider, 1964
- Antichita classica e pensiero moderno, Firenze, La Nuova Italia, 1973
- L'antichita classica, Roma, Studium, 1977
- L'avventura del Partenone: un monumento nella storia, Firenze, Sansoni, 1983
- Tra classicità e cristianesimo: scritti raccolti in memoria, a cura di Giorgio Bonamente, Roma, Istituto della Enciclopedia italiana, 1999